# Quatuor à cordes no 5 de Bartók
Pour les articles homonymes, voir Quatuor à cordes no 5.
 (février 2024).
Si vous disposez d'ouvrages ou d'articles de référence ou si vous connaissez des sites web de qualité traitant du thème abordé ici, merci de compléter l'article en donnant les références utiles à sa vérifiabilité et en les liant à la section « Notes et références ».
Le Quatuor à cordes no 5 en si bémol majeur, Sz. 102, BB 52, est le cinquième quatuor à cordes du compositeur hongrois Béla Bartók, composé en 1934.

## Contexte historique
Ce quatuor a été composé à Budapest entre août et septembre 1934, soit près de 7 ans après le quatrième quatuor à cordes. Il est dédié à Elizabeth Sprague Coolidge et a été créé à Washington par le Quatuor Kolisch le 8 avril 1935 et publié un an plus tard. Il comporte cinq mouvements. Sa structure en arche reprend celle du quatrième quatuor (Forme A–B–C–B–A), où les parties se répondent symétriquement par rapport au mouvement central. Bartók parcourt dans cette œuvre l'ensemble de l'échelle tonale. Son exécution demande environ une demi-heure.

## Structure de l'œuvre
1. Allegro
2. Adagio molto
3. Scherzo : alla bulgarese
4. Andante
5. Finale : allegro vivace

## Enregistrement
- Quatuor Kolisch, Bartok, Quatuor no5 1941, XCO 29549/56, réédition Biddulph Lab107 1995 premier enregistrement de l'œuvre[1].